# Hypolycaena amanica
Hypolycaena amanica är en fjärilsart som beskrevs av Henry Stempffer 1951. Hypolycaena amanica ingår i släktet Hypolycaena och familjen juvelvingar. Inga underarter finns listade i Catalogue of Life.